# 诺夫哥罗德-谢韦尔斯基统治者列表
诺夫哥罗德-谢韦尔斯基是乌克兰境内的一座古城。在中世纪，这里是由留里克王朝成员统治的一个重要公国。
史诗伊戈尔远征记的主人公伊戈尔·斯维亚托斯拉维奇就是诺夫哥罗德-谢韦尔斯基的公爵。

## 历代王公
- 奥列格·斯维亚托斯拉维奇 1097年 - 1115年
- 斯维亚托斯拉夫·奥利戈维奇 1141年 - 1157年
- 斯维亚托斯拉夫·弗谢沃洛多维奇 1157年 - 1164年
- 奥列格·斯维亚托斯拉维奇 1164年 - 1180年（与前面不是一个人）
- 伊戈尔·斯维亚托斯拉维奇 1180年 - 1198年
- 弗拉基米尔·伊戈列维奇 1198年 - 1206年
- 伊贾斯拉夫·弗拉基米罗维奇 ？ ~ 1235年
- 伊凡·德米特里耶维奇 1454年 - ？
- 瓦西里·伊万诺维奇·舍米亚契奇 ？ - 1523年